# Samuel del Alcázar
Samuel del Alcázar y Huguet (Lima, 1864 - Chota, 1924). Militar, Coronel del Ejército del Perú, muerto en Chota en 1924.
Hijo de Gabriel del Alcázar y de María Huguet, fue el mayor de tres hermanos varones, siendo el segundo Víctor del Alcázar y Huguet y el menor Benigno del Alcázar y Huguet.
Durante la guerra del Pacífico participó en la batalla de Huamachuco el 9 de julio de 1883 y fue uno de los últimos oficiales en ver con vida al Coronel Leoncio Prado Gutiérrez, durante la retirada. Siendo mayor luchó heroicamente y resultó herido el 17 de marzo de 1895, defendiendo un puesto de avanzada en Cocharcas, cuando sucedió el asalto de la Coalición a Lima.
En 1901 fue elegido diputado suplente por la provincia de Luya.
En 1919 comandaba el Regimiento de Infantería Nª 5 con base en Guadalupe - Lima, cuando se inició el 4 de julio el golpe de Estado contra el Gobierno de José Pardo y Barreda, que dio inicio al gobierno de Augusto B. Leguía y que contaba con el apoyo del Mariscal Andrés Avelino Cáceres. El Coronel Alcázar se mantuvo fiel al gobierno durante estos acontecimientos y penetrando al Palacio de gobierno con su tropa para reponer el gobierno, fue convencido de abandonar la defensa del gobierno por el Mariscal Andrés Avelino Cáceres quien se encontraba en el lugar secundando a Leguía quien ya tenía posesión del mismo.
Murió en la ciudad de Chota en el departamento de Cajamarca, en 1924 durante una revolución en contra del gobierno de Augusto B. Leguía, que encabezó junto al doctor Arturo Osores y Eleodoro Benel
Una avenida principal del distrito del Rimac lleva su nombre.